# Dennis Woodruff
Dennis Woodruff (Huntington, 1952 – West Hollywood, 2 de outubro de 2024) foi um ator, produtor e diretor que mora em Los Angeles. Ele é conhecido por sua ostensiva autopromoção de seus serviços como ator e por sua frota de "carros de arte" decorados à mão. Muito de sua fama deriva de sua falta de sucesso na indústria do cinema.
Woodruff nasceu em Huntington Beach, Califórnia. Ele foi neto de SH Woodruff, um proeminente desenvolvedor de Hollywoodland. Na década de 1980, começou a decorar carros para divulgar sua carreira de ator e, na década de 2000, já estava produzindo seus próprios filmes. Em 2020, ele afirmou que criou 28 filmes e 3 programas de televisão ao lado do colaborador Keith Kurlander. Ele vendia cópias físicas de seus filmes do porta-malas de seu carro e afirma ganhar 100.000 dólares americanos ao fazer isso anualmente. Ele também ficou conhecido por dar passeios no Hollywood Boulevard e por vender seus filmes aos turistas.

## Morte
Woodruff teve sua morte divulgada no dia 2 de outubro de 2024, aos 72 anos.